# Qatar Petroleum
Qatar Petroleum (arabisk: قطر للبترول), forkortet QP, er det nationale olieselskab i Qatar. Det er det tredje største olieselskab i verden målt efter olie- og naturgasreserver, og står for 60% af emiratets BNP. Selskabet blev etableret i 1974, og har hovedkontor i hovedstaden Doha.
| Firma | Spire Denne artikel om et firma eller en virksomhed er en spire som bør udbygges. Du er velkommen til at hjælpe Wikipedia ved at udvide den. |